# Kirchfarrnbach

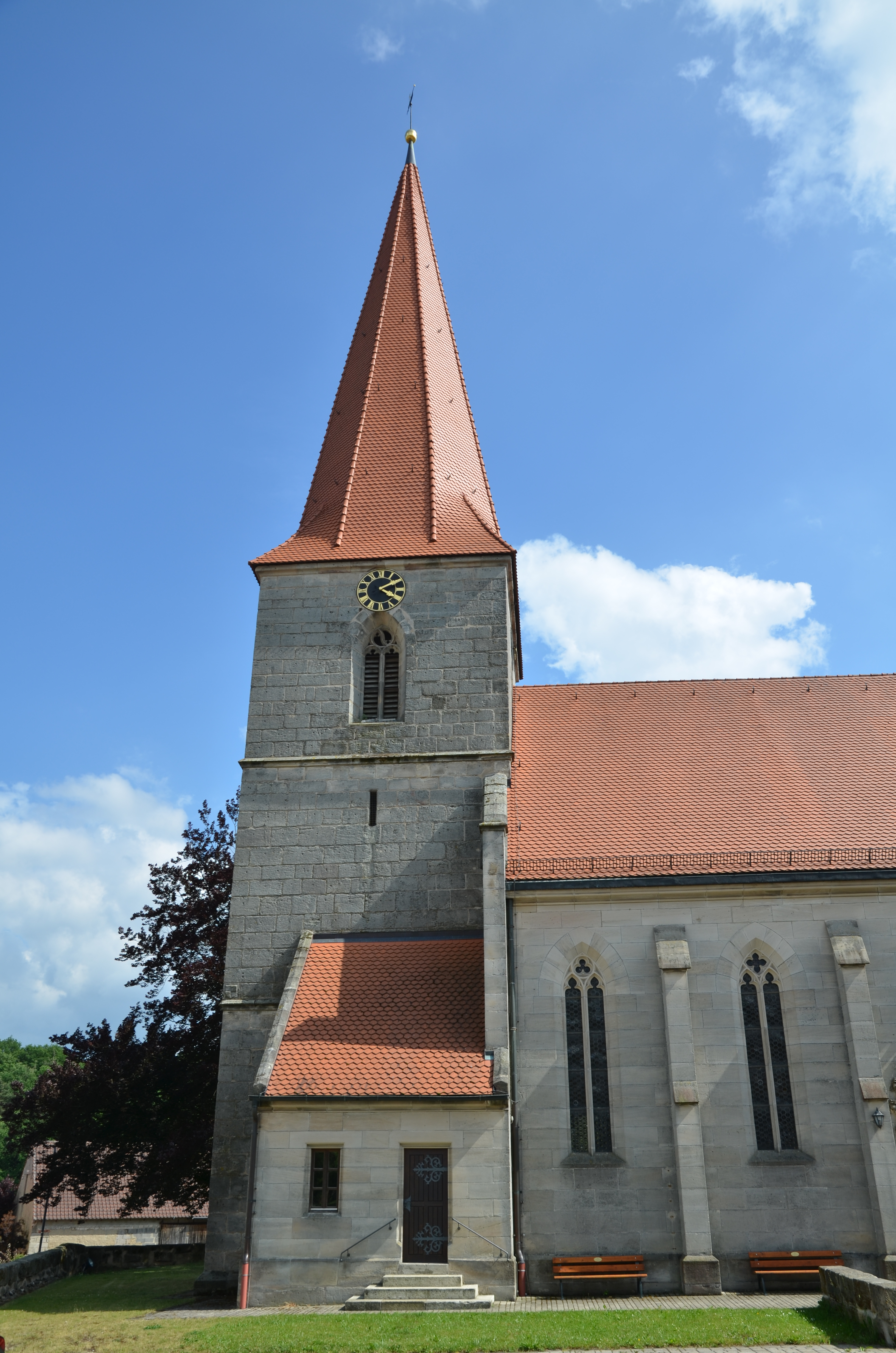
St. Peter und Paul

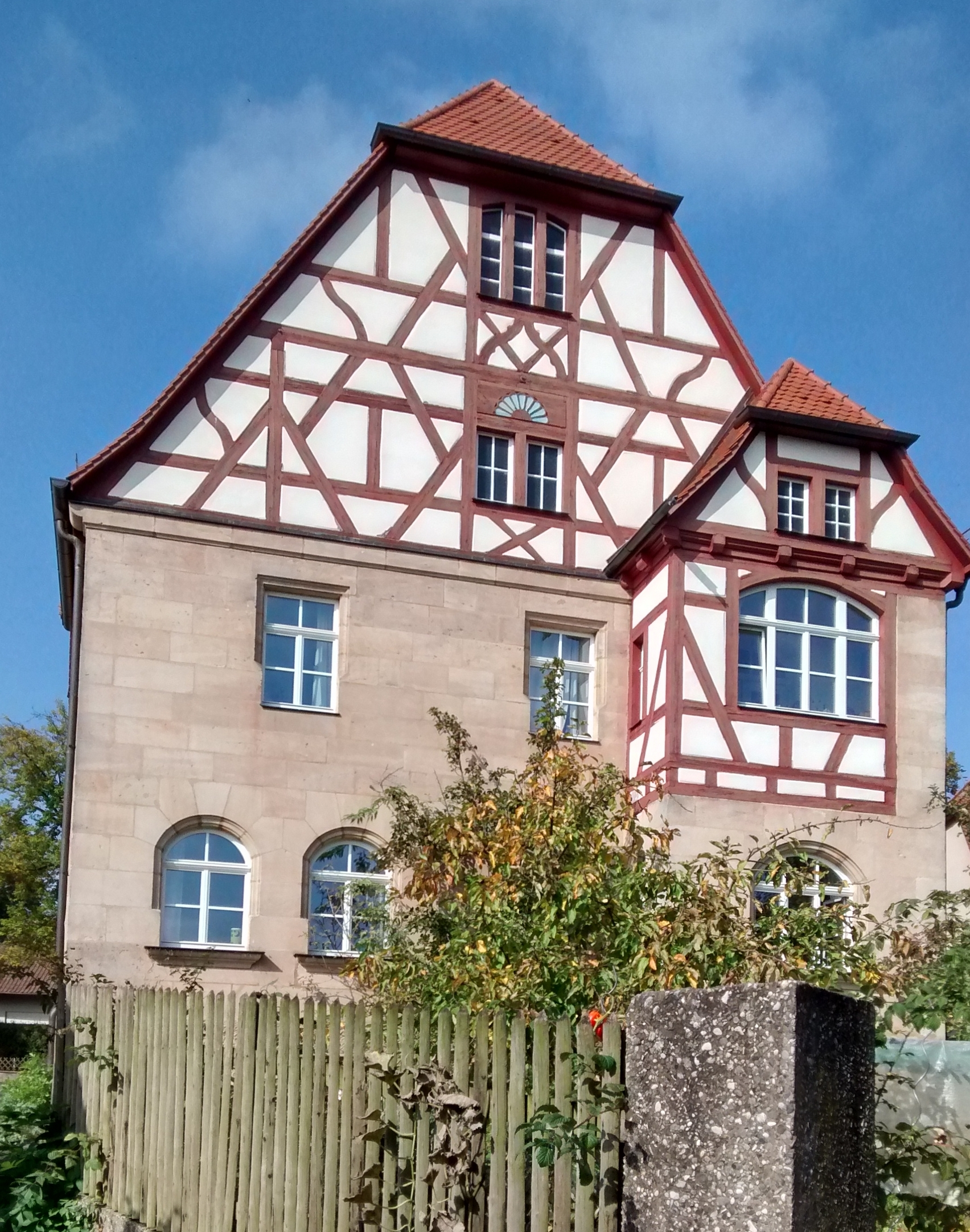
Pfarrhof

Kirchfarrnbach ist ein Gemeindeteil des Marktes Wilhermsdorf im Landkreis Fürth (Mittelfranken, Bayern). Die Gemarkung Kirchfarrnbach hat eine Fläche von 7,463 km². Sie ist in 736 Flurstücke aufgeteilt, die eine durchschnittliche Fläche von 10139,42 m² haben. In ihr liegt neben dem namensgebenden Ort der Gemeindeteil Dürrnfarrnbach.

## Geographie
Im Pfarrdorf vereinigen sich der Untere Krebener Graben und das Hardbächlein zum Kirchfarrnbach, der bei Keidenzell mit dem Dürrnfarrnbach zum Farrnbach zusammenfließt. Das Hardbächlein wie auch der Kirchfarrnbach speisen eine Kette von Weihern. Nordwestlich des Ortes grenzt das Weinbergfeld an, im Süden erhebt sich der Miesberg, im Nordosten liegen die Friedrichsberger Spitalhölzer.
Die Kreisstraße FÜ 9 führt nach Kreben (2 km westlich). Die Kreisstraße AN 26/FÜ 11 führt nach Keidenzell (3,5 km nordöstlich) bzw. nach Seubersdorf (2,8 km südlich). Die Kreisstraße FÜ 18 führt nach Oberreichenbach (2,2 km südöstlich) bzw. Dürrnfarrnbach (1,6 km nördlich).

## Geschichte
Gegründet wurde Kirchfarrnbach wohl in der zweiten Welle der Fränkischen Landnahme (730 bis 800). 1169 wurde der Ort als „Varbach“ erstmals urkundlich erwähnt. Der Ortsname leitet sich vom Gewässernamen ab, dessen Bestimmungswort entweder Farn oder Farren ist und auf eine dementsprechende Eigenheit des Baches verweist. Der Ort hatte spätestens seit dem 13. Jahrhundert eine eigene Kirche. Das Kirchenpatronat übte ursprünglich Bischof von Würzburg aus. Am 10. März 1278 ging dieses wie das der Nachbarkirchen an das Kloster Heilsbronn über. 1402 wurde der Ort erstmals als „Kirchenvarnbach“ erwähnt. Mit Annahme der Reformation im Jahr 1528 durch den Pfarrer Friedrich Kerer bei der Visitation in Ansbach gilt Kirchfarrnbach als eine der ältesten evangelischen Gemeinden Frankens. Als erster evangelischer Pfarrer der Gemeinde gilt jedoch der ehemalige Franziskaner Erhard Fuchs, der von 1533 bis 1599 Kerers Nachfolger war.
Gegen Ende des 18. Jahrhunderts bildete Kirchfarrnbach mit Oberndorf eine Realgemeinde. In Kirchfarrnbach gab es 16 Anwesen. Das Hochgericht übte das brandenburg-ansbachische Stadtvogteiamt Langenzenn aus. Über die bayreuthischen Untertanen übte das brandenburg-bayreuthische Stadtvogteiamt Markt Erlbach im begrenzten Umfang aus. Die Dorf- und Gemeindeherrschaft hatte das brandenburg-bayreuthische Kastenamt Neuhof. Grundherren waren das Kastenamt Neuhof (1 Hirtenhaus), das Kastenamt Cadolzburg (1 Halbhof, 3 Güter, 2 Häuser), die Pfarrei Kirchfarrnbach (3 Güter, 1 Mühle, 1 Haus), die Deutschordenskommende Nürnberg (1 Hof, 1 Gut), der Nürnberger Eigenherr von Gugel (1 Gut). 1 Gut war freieigen.
Von 1797 bis 1808 unterstand der Ort dem Justiz- und Kammeramt Cadolzburg. Im Rahmen des Gemeindeedikts wurde Kirchfarrnbach 1808 dem Steuerdistrikt Unterschlauersbach zugeordnet. Im selben Jahr entstand die Ruralgemeinde Kirchfarrnbach, zu der Dürrnfarrnbach gehörte. Sie war in Verwaltung und Gerichtsbarkeit dem Landgericht Cadolzburg zugeordnet und in der Finanzverwaltung dem Rentamt Cadolzburg. Ab 1862 gehörte Kirchfarrnbach zum Bezirksamt Fürth (1939 in Landkreis Fürth umbenannt). Die Gerichtsbarkeit blieb beim Landgericht Cadolzburg (1879 in Amtsgericht Cadolzburg umbenannt), seit 1931 ist das Amtsgericht Fürth zuständig. Die Finanzverwaltung wurde 1880 vom Rentamt Fürth übernommen (1919 in Finanzamt Fürth umbenannt). Die Gemeinde 1964 hatte eine Gebietsfläche von 7,454 km².
Mit der Gebietsreform in Bayern wurde Kirchfarrnbach am 1. Januar 1978 nach Wilhermsdorf eingegliedert.

### Baudenkmäler
In Kirchfarrnbach gibt es drei Baudenkmäler:
- Evangelisch-lutherische Pfarrkirche St. Peter und Paul
- Haus A 29: Dazugehörige Scheune
- Haus B 1: Pfarrhof

### Bodendenkmäler
In der Gemarkung Kirchfarrnbach gibt es fünf Bodendenkmäler:

### Einwohnerentwicklung
Gemeinde Kirchfarrnbach
| Jahr      | 1818   | 1840   | 1852   | 1855   | 1861   | 1867   | 1871   | 1875   | 1880   | 1885   | 1890   | 1895   | 1900   | 1905   | 1910   | 1919   | 1925   | 1933   | 1939   | 1946   | 1950   | 1952   | 1961   | 1970   |
| Einwohner | 229    | 254    | 284    | 292    | 291    | 315    | 318    | 305    | 317    | 313    | 288    | 307    | 296    | 298    | 299    | 297    | 310    | 304    | 296    | 459    | 424    | 402    | 320    | 314    |
| Häuser    | 34     | 47     |        |        |        |        | 55     |        |        | 55     | 58     |        | 59     |        |        |        | 64     |        |        |        | 61     |        | 67     |        |
| Quelle    | [ 16 ] | [ 17 ] | [ 18 ] | [ 18 ] | [ 19 ] | [ 20 ] | [ 21 ] | [ 22 ] | [ 23 ] | [ 24 ] | [ 25 ] | [ 18 ] | [ 26 ] | [ 18 ] | [ 27 ] | [ 18 ] | [ 28 ] | [ 18 ] | [ 18 ] | [ 18 ] | [ 29 ] | [ 18 ] | [ 12 ] | [ 30 ] |

Ort Kirchfarrnbach
| Jahr      | 001818 | 001840 | 001861 | 001871 | 001885 | 001900 | 001925 | 001950 | 001961 | 001970 | 001987 | 002018 | 002022 |
| Einwohner | 133    | 165    | 202    | 236    | 235    | 209    | 228    | 310    | 245    | 244    | 276    | 323    | 316    |
| Häuser    | 21     | 31     |        |        | 40     | 43     | 50     | 47     | 53     |        | 72     |        |        |
| Quelle    | [ 16 ] | [ 17 ] | [ 19 ] | [ 21 ] | [ 24 ] | [ 26 ] | [ 28 ] | [ 29 ] | [ 12 ] | [ 30 ] | [ 31 ] | [ 32 ] | [ 1 ]  |

## Wanderwege
Durch Kirchfarrenbach führen die Fernwanderwege Rangau-Querweg und Jean-Haagen-Weg.

## Religion
Der Ort ist seit der Reformation evangelisch-lutherisch geprägt und Sitz der Pfarrei St. Peter und Paul. Die Einwohner römisch-katholischer Konfession sind nach St. Michael (Wilhermsdorf) gepfarrt.